# Vladimir Kličko

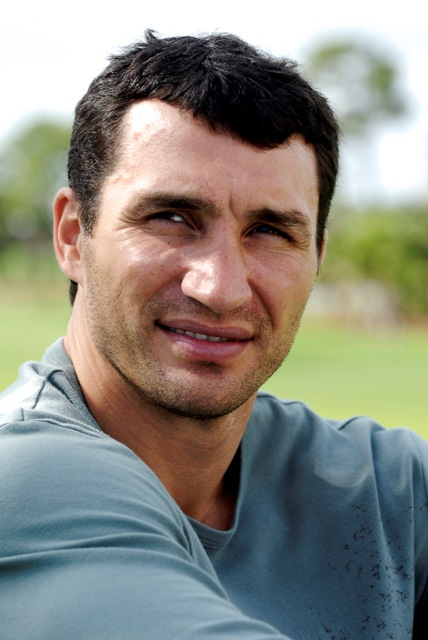
Vladimir Kličko

Vladimir Kličko (ukrajinsky Володимир Володимирович Кличко; českým přepisem Volodymyr Volodymyrovyč Klyčko; rusky Владимир Кличко, * 25. března 1976, Semipalatinsk, dnes Semej, Kazachstán) je ukrajinský profesionální boxer a bývalý mistr světa v těžké váze. Je také vítězem olympijských her v Atlantě v roce 1996 v nejvyšší váhové kategorii nad 91 kg. Řadu let byl šampionem tří ze čtyř hlavních organizací sankcionujících profesionální box IBF, WBO a WBA.
V dosavadní kariéře absolvoval 69 zápasů, z toho 64 (51 KO) vyhrál a pouze pět prohrál (tři KO).
Je mladším bratrem profesionálního boxera Vitalije Klička. Bratři chodili jako děti do školy (dnes Gymnázium Mimoň) v severočeské Mimoni.

## Amatérská kariéra
Vladimirova amatérská kariéra byla velice úspěšná s bilancí 134 vítězství a 6 proher. V roce 1996 získal stříbrnou medaili na Evropském šampionátu v Dánském Velje, kde prohrál až ve finále na body 1:6 s Rusem Alexiem Lezinem. Tečku za amatérským ringem udělal ještě tentýž rok ziskem zlaté medaile na olympijských hrách v roce 1996 v Atlantě ve váze nad 91 kg, když ve finále porazil na body 7:4 Paea Wolfgramma. 

## Profesionální kariéra
Vladimir Kličko započal svou profesionální kariéru v Německém Hamburku 16. listopadu 1996, když v 1. kole knockoutoval Mexičana Fabiana Mezu.
Dne 14. února 1998 získal mezinárodní titul organizace WBC výhrou nad Američanem Marcusem McIntyrem ve 3. kole KO v německém Stuttgartu. Tento titul mu ale vydržel pouze do prosince téhož roku, protože 5. prosince překvapivě prohrál s Američanem Rossem Purittym v jedenáctém kole technickým KO. Nato 17. července 1999 v dalším titulovém zápase získal interkontinentální titul WBA výhrou nad Josephem Chinganguou ze Zambie. O dva měsíce později 25. září 1999 k němu přidal ještě pás Evropského šampióna EBU, který získal vítězstvím nad Axelem Schulzem z Německa.
První zápas o titul mistra světa přišel 14. října 2000 a stál proti dosavadnímu šampiónovi z USA – Chrisu Byrdovi. Vladimir v zápase jasně dominoval a vyhrál 3:0 na body 120:106, 118:108 a 119:107, a získal tak titul mistra světa organizace WBO. Následně přišlo pět úspěšných obhajob (24. března 2001 Derrick Jefferson, 4. srpna 2001 Charles Shufford, 16. března 2002 Frans Botha, 29. června 2002 Ray Mercer a 7. prosince 2002 Jameel McCline).
Největší překvapení přišlo 8. března 2003, když Kličko pošesté obhajoval mistrovský pás WBO. Nastoupil proti Jihoafričanovi Corrie Sandersovi jako jasný favorit zápasu. Sanders však poslal Vladimira třikrát na podlahu. Rozhodčí následně zápas ve druhém kole správně ukončil TKO.
Dne 10. dubna 2004 se Kličkovi naskytla nová příležitost na získání jeho ztraceného pásu. Tentokrát se postavil proti Američanovi Lamonu Brewsterovi v Nevadě. Brewster ale dostál své pověsti jednoho z nejtvrdších boxerů a Klička porazil v pátém kole technickým knockoutem.
Dne 22. dubna 2006 Vladimir v odvetném zápase proti Chrisu Byrdovi získal zpět tituly mistra světa organizací IBF a IBO, když jasně dominoval a vyhrál v 7. kole TKO. Poté přišly 3 úspěšné obhajoby (11. listopadu 2006 Calvin Brock, 10. března 2007 Ray Austin a 7. července 2007 Lamon Brewster).
Dne 23. února 2008 přišla čtvrtá obhajoba pásů IBF a IBO v Americké Madison Square Garden s držitelem mistrovského titulu WBO Sultanem Ibragimovem z Ruska. Vladimir v celém zápase dle předpokladů jasně dominoval a vyhrál na body 3:0 (119:110, 117:111 a 118:110). Poté všechny tři tituly obhájil v dalších pěti duelech (12. července 2008 Tony Thompson, 13. prosince 2008 Hasim Rahman, 20. června 2009 Ruslan Chagaev, 20. března 2010 Eddie Chambers a 11. září 2010 Samuel Peter)
Dne 2. července 2011 přišla bitva s držitelem pásu WBA Britem Davidem Hayem. Haye se hodně snažil, ale Vlad opět dominoval a připsal si další bodové vítězství 3:0 (118:108, 117:109 a 116:110). Do roku 2015 tyto čtyři pásy (WBA, WBO, IBF a IBO) obhájil v dalších osmi duelech (3. března 2012 Jean Marc Mormeck, 7. července 2012 Tony Thompson, 10. listopadu 2012 Mariusz Wach, 4. května 2013 Francesco Pianeta, 5. října 2013 Alexander Povetkin, 26. dubna 2014 Alex Leapai a 15. listopadu 2014 Kubrat Pulev).
V roce 2015 se Kličko utkal nejprve s Američanem Bryantem Jenningsem, kterého porazil na body v Madison Square Garden. Jednalo se o Kličkův první zápas na americké půdě po sedmi letech. Zlom přišel v následujícím zápase s Tysonem Furym, kterému Kličko navzdory očekávání většiny novinářské a boxerské veřejnosti poměrně jednoznačně podlehl na body. Jindy výrazně obtloustlý Fury do zápasu nastoupil v životní formě a až do konce dokázal boxovat v poměrně vysokém tempu a mást Klička náznaky a změnami postoje. Fury byl tak po celý zápas viditelně aktivnější a dokázal zároveň i umně využívat delšího dosahu paží, čímž téměř neutralizoval Kličkovu zadní ruku. Na výsledku zápasu nic nezměnilo ani odebrání bodu Furymu v jedenáctém kole za opakované údery do zátylku ani Kličkova snaha o zvrácení výsledku v posledním a svém zřejmě nejlepším kole, kde dokázal Furyho zasáhnout několika těžkými údery ze zadní ruky a levého háku. Kličko tak utrpěl první porážku po 11 letech a 21 vítězstvích. Přišel tak o tituly šampióna IBF, WBA, WBO a IBO. Titul mistra světa (IBF) před tím dokázal celkem osmnáctkrát obhájit, čímž se přiblížil Larrymu Holmesovi a rekordmanovi Joe Louisovi.
V roce 2017 prohrál s Anthonym Joshuou v 11. kole poté, co třikrát skončil na zemi. Rozhodčí se rozhodl zápas předčasně ukončit v 11. kole.

## Vyznamenání
- Ocenění prezidenta Ukrajiny – Kříž Za odvahu – Ukrajina, 7. srpna 1996 – udělil prezident Leonid Kučma za vynikající sportovní vítězství na Letních olympijských hrách v Atlantě a za osobní přínos ke zvýšení autority a prestiže Ukrajiny ve světě[3]
- Řád za odvahu I. třídy – Ukrajina, 21. listopadu 2006 – udělil prezident Viktor Juščenko za odvahu, obětavost a vůli zvítězit, kterou ukázal v boji o mistrovský titul v kategorii super těžké váhy prestižní verze profesionálního boxu Mezinárodní boxerské federace, za zvýšení mezinárodní sportovní prestiže Ukrajiny[4]
- Řád svobody – Ukrajina, 24. srpna 2017 – udělil prezident Petro Porošenko za významný osobní přínos pro budování státu, sociálněekonomický, vědecký, technický, kulturní a vzdělávací rozvoj Ukrajiny a za významné pracovní úspěchy a vysokou profesionalitu[5]